# Pogo
Denna sida handlar om seriefiguren Pogo. För dansen, se pogo (dans). För ballongexperimentet PoGO+, se PoGOLite.
Pogo är en tecknad serie skapad av Walt Kelly, som publicerades i amerikanska dagstidningar från 1949 till 1973, då Kelly avled. Huvudpersonen är en opossum vid namn Pogo, som bor i ett träsk. Handlingen berör ofta politiska eller filosofiska ämnen. Serien var nyskapande på flera sätt och stilbildande för senare serier. Exempelvis Bill Watterson, skaparen av Kalle och Hobbe, nämner Pogo som en av sina största influenser.